# Paratacamita
La paratacamita es un mineral de la clase de los minerales haluros, y dentro de esta pertenece al llamado “grupo de la atacamita”. Fue descubierta en 1906 en una mina de cobre en la comuna de Sierra Gorda, en la provincia de Antofagasta y región del mismo nombre (Chile), siendo nombrada así por su relación estructural con la atacamita. Un sinónimo poco usado es el de atelita.

## Características químicas
Es un hidroxi-cloruro de cobre y cinc, anhidro. Todos los minerales del grupo de la atacamita son hidroxi-cloruros de cobre, con diversidad de estructuras cristalinas pero muy parecidos. Fácilmente confundible con las estrechamente relacionadas clinoatacamita, anatacamita, herbertsmithita y gillardita, polimorfos con los que forma series de solución sólida. En contra de lo que parece indicar su nombre no es un polimorfo de la atacamita.
Además de los elementos de su fórmula, suele llevar como impureza el níquel.
No está aún establecido si cristalina en sistema trigonal o hexagonal.

## Formación y yacimientos
Es un mineral de formación secundario del cobre. Aparece por la alteración por oxidación de otros minerales del cobre mediante aguas con cloruro en condiciones de frío, bajo clima árido y alta salinidad. También se forma por la acción de los sulfuros en los depósitos de humeros submarinos
Suele encontrarse asociado a otros minerales como: schwartzembergita, caracolita, atacamita, eriocalcocita, clinoatacamita, osarizawaíta, beaverita o boleíta.

## Usos
Por contener cinc y cobre es una mena de estos metales.